# 多哥國家奧林匹克委員會
多哥國家奧林匹克委員會（Togo National Olympic Committee）是多哥的國家奧林匹克委員會。該組織成立於1963年，是國際奧林匹克委員會和非洲國家奧林匹克委員會聯合會的成員。1972年，首次派員參加在西德慕尼黑的夏季奧運會。
現時，多哥國家奧林匹克委員會的總部設在首都洛美，主席是Mr Yawovi Yao Goe-Ho。

## 資料來源
1. ↑  .   [2014-05-09]. （原始内容存档于2009-02-20）.